# Dekanija Litija
Dekanija Litija je rimskokatoliška dekanija Nadškofije Ljubljana.

## Župnije
1. Župnija Hotič
2. Župnija Janče
3. Župnija Javorje pri Litiji
4. Župnija Kresnice
5. Župnija Litija
6. Župnija Polšnik
7. Župnija Prežganje
8. Župnija Primskovo na Dolenjskem
9. Župnija Sava
10. Župnija Sveta gora
11. Župnija Šmartno pri Litiji
12. Župnija Štanga
13. Župnija Vače